# 숏컷 (1993년 영화)
《숏 컷》(영어: Short Cuts)은 1993년 개봉된 미국의 코미디 드라마 영화이다. 로버트 올트먼이 감독과 공동 각본을 맡았다. 9편의 단편 소설과 레이먼드 카버의 시에서 영감을 받아 만들어진 작품이다. 1993 베네치아 영화제 황금사자상, 1993 인디펜던트 스피릿 어워드 작품상 수상작이다.

## 줄거리
영화는 메드플라이를 방제하는 헬리콥터 편대와 함께 시작하며, 비행 경로를 따라 여러 인물들이 모인다.
랄프 와이먼 박사와 그의 아내 매리앤은 콘서트에서 첼로를 연주하는 조이 트레이너를 만나게 되고, 그 자리에서 실직 세일즈맨인 스튜어트 케인과 그의 아내인 파티 광대 클레어를 만난다. 그들은 충동적으로 일요일 저녁 식사를 함께 하기로 결정한다. 한편, 매리앤의 여동생 셰리는 바람둥이 경찰관 진 셰퍼드와 결혼했는데, 진은 베티 위더스와 불륜 중이며, 베티는 헬리콥터 조종사 중 한 명인 스토미와 이혼 소송 중이다.
다른 인물들로는 알코올 중독자 리무진 운전사인 얼과 결혼한 웨이트리스 도린 피곳, 그리고 조이와 그녀의 어머니이자 카바레 가수인 테스의 옆집에 사는 TV 평론가 하워드 피니건과 그의 아내 앤이 있다. 수영장 청소부 제리 카이저는 집에서 폰 섹스 상담사로 일하는 로이스와 결혼했다. 제리와 로이스는 도린의 딸 허니와 그녀의 남편인 메이크업 아티스트 빌 부시와 친구이다.
하워드와 앤의 어린 아들 케이시가 도린의 차에 우연히 치이면서 비극이 발생한다. 처음에는 괜찮아 보였던 케이시는 나중에 집에서 의식을 잃는다. 걱정하는 부모는 그를 병원으로 데려가지만, 그는 혼수상태에 빠진다. 이 와중에 빵집 주인 앤디 비트카워는 피니건 부부에게 주문한 케이크에 대해 계속 전화하지만, 하워드는 전화선을 비워두고 싶어 전화를 끊어 앤디를 좌절하게 한다.
하워드의 소원했던 아버지 폴이 병원에 도착하여 하워드의 어린 시절 사건을 회상하며 그들 사이의 균열을 떠올린다. 한편, 스튜어트와 그의 친구 고든, 번은 식당에서 도린을 괴롭히고 낚시 여행을 떠난다. 그들의 여행 중, 그들은 젊은 여성의 시체를 발견한다. 어떻게 할지 고민하다가, 그들은 그녀를 바위에 묶어두고 계속 낚시를 한 후 나중에 사건을 신고하기로 결정한다. 스튜어트는 결국 클레어에게 고백하고, 클레어는 그들의 행동에 경악하여 죄책감에 장례식장을 방문한다.
스토미는 베티가 아들과 함께 외출한 사이 그녀의 집을 파괴적으로 방문한다. 진은 개 짖는 소리 때문에 가족 개를 버리지만, 자녀들이 괴로워하자 결국 다시 데려온다. 와이먼 부부는 케인 부부와의 저녁 식사 파티 전에 격렬한 말다툼을 벌이고, 그 과정에서 매리앤은 외도를 인정한다. 두 부부는 모두 폭음을 하고 파티는 밤새도록 이어진다.
케이시의 눈꺼풀이 떨리는 희망의 불꽃이 피어나지만, 비극적으로 그는 갑자기 사망하여 하워드와 앤을 황폐하게 만든다. 한편, 조이는 어머니의 알코올 중독, 케이시의 죽음, 그리고 자신의 고립감에 압도되어 차고 안에서 자동차 시동을 걸어 자살한다. 그녀의 어머니는 그녀의 시신을 발견하고 기절할 때까지 술을 마신다.
허니가 포토맷에서 사진을 찾으러 갔을 때, 고든의 사진과 섞여 있는 것을 발견한다. 허니는 고든의 낚시 여행에서 물에 잠긴 시신의 사진을 발견하고 충격을 받으며, 고든 역시 허니가 심하게 구타당한 모습의 사진을 발견하고 충격을 받는다. 당황한 그들은 헤어지지만 서로의 자동차 번호판을 외운다. 나중에 피크닉에서 제리와 빌은 이전에 만났던 두 젊은 여성을 만난다. 빌과 한 소녀는 걸어가고, 잠시 후 그녀의 비명 소리가 들린 직후 제리는 바위로 그녀를 죽인다. 갑자기 큰 지진이 발생하여 혼란을 야기한다. 그 여파로 제리의 행동이 지진 중 낙석에 의한 것으로 오인될 수 있다는 암시를 남긴다.

## 출연

### 주연
- 앤디 맥도웰
- 브루스 데이비슨
- 줄리안 무어
- 매튜 모딘
- 프레드 워드
- 앤 아처
- 제니퍼 제이슨 리
- 크리스 펜
- 릴리 테일러
- 로버트 다우니 주니어
- 팀 로빈스
- 매들린 스토우
- 릴리 톰린
- 톰 웨이츠
- 피터 갤러거
- 프란시스 맥도맨드
- 애니 로스
- 로리 싱어
- 잭 레먼
- 라일 로벳
- 벅 헨리
- 휴이 루이스

### 조연
- 자렛 레넌
- 대니 다스트
- 마저리 본드
- 로버트 도퀴
- 다넬 윌리엄스
- 마이클 비치
- 앤디 챕맨
- 데보라 팔코너
- 수지 쿠삭
- 찰스 라킷
- 더크 블로커
- 나탈리 스트롱
- 제이 델라
- 데릭 웹스터
- 조셉 C. 홉킨스
- 조제트 마카리오
- 제인 캐시디

## 기타
- 협력프로듀서: 마이크 캐플란
- 협력프로듀서: 데이비드 레비
- 미술: 스티븐 알트먼
- 의상: 존 헤이